# Trichinothrips pusillus
Trichinothrips pusillus är en insektsart som beskrevs av Ian A. Hood 1954. Trichinothrips pusillus ingår i släktet Trichinothrips och familjen rörtripsar. Inga underarter finns listade i Catalogue of Life.